# Condizione della donna in Nepal

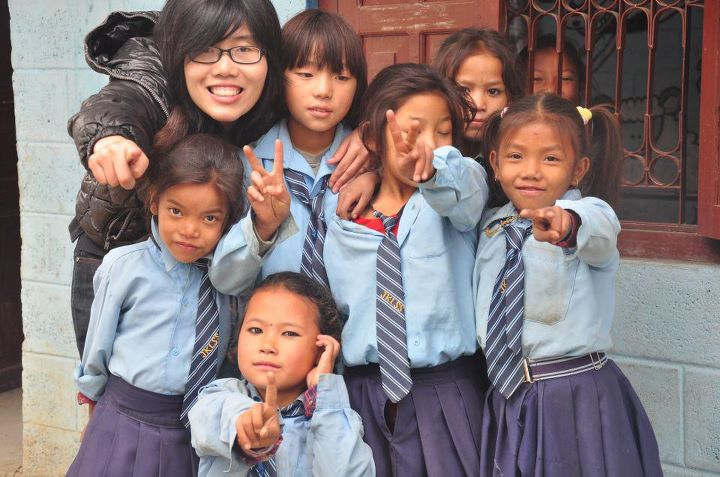
Studentesse nepalesi.

La condizione femminile in Nepal è stata praticamente cristallizzata fino agli anni 1990, con le donne generalmente subordinate agli uomini in quasi ogni aspetto della vita; la società nepalese è d'altronde di stampo rigidamente patriarcale.
Lo status delle donne è d'altra parte abbastanza mutevole, potendo variare anche notevolmente tra un gruppo etnico e l'altro; nelle comunità tibeto-nepalesi in generale la condizione femminile è sempre stata migliore di quella delle donne Pahari e Newari. Anche la componente femminile proveniente dai gruppi di più bassa casta infine ha una maggior autonomia e libertà rispetto ai due precedenti succitati gruppi etnici.

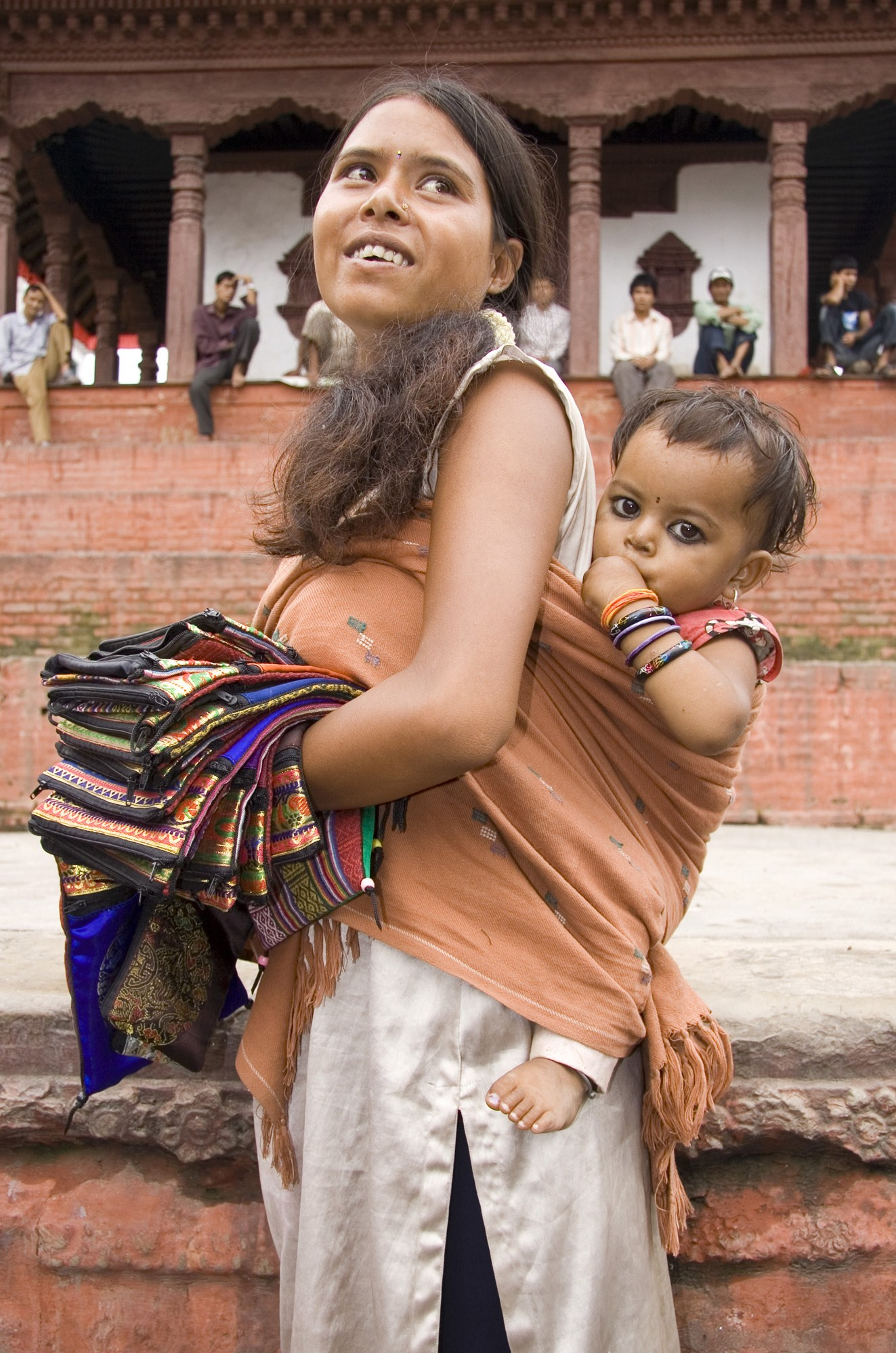
Madre nepalese con figlio a Katmandu (2006).

La donna più anziana della famiglia ha sempre giocato un ruolo notevolmente importante all'interno del gruppo o clan allargato, avendo in pratica il controllo delle risorse; prende inoltre decisioni cruciali riguardanti il tempo più propizio per la semina e successiva raccolta: determina anche le eventuali spese e stanziamenti di bilancio.
Eppure la vita delle donne è rimasta concentrata all'interno del loro tradizionale ruolo di cura della prole, d'assunzione della maggior parte delle faccende domestiche, dell'andar a procurar acqua e foraggio per l'intera famiglia, dell'occuparsi infine del lavoro più prettamente agricolo. La loro posizione nella società è principalmente subordinata a quella dei rispettivi prima genitori e poi mariti, sia nelle posizioni sociali che economiche; le donne han sempre avuto un accesso limitato all'economia di mercato, ai servizi produttivi nonché al sistema d'istruzione, all'assistenza sanitaria ed al governo locale.
Sia la malnutrizione che la vera e propria povertà hanno sempre maggiormente colpito la componente femminile della società; solitamente le figlie femmine ricevono dalla prima infanzia meno cibo rispetto ai maschi, in particolare quando a famiglia si trova costretta a sperimentare situazioni di carenze alimentari. Le donne generalmente lavorano di più degli uomini e più a lungo nel corso della giornata. Al contrario le donne provenienti da famiglie d'alta classe hanno la possibilità d'assumere per sé cameriere per prendersi cura della maggior parte delle faccende domestiche e degli altri più umili lavori, hanno pertanto sempre faticato di meno sia rispetto alle donne appartenenti ai gruppi socioeconomici più bassi che rispetto agli stessi uomini.
Il contributo prettamente economico dato dalla componente femminile della popolazione è notevole, ma in gran parte inosservato in quanto il loro ruolo tradizionale era dato per scontato. Quando impiegate in lavori retribuiti, le donne vengono generalmente sottopagate con salari di norma inferiori fino al 25% rispetto a quello dei maschi. Nella maggior parte delle zone rurali il loro impiego al di fuori dell'ambito domestico era di fatto limitato a semina, diserbo e raccolta; nelle aree urbane sono state impiegate in lavori domestici e tradizionali, così come nel settore pubblico, per lo più in posizioni di basso livello.
Una misura tangibile della condizione delle donne è il loro livello d'istruzione; anche se costituzionalmente esse possiedono di diritto e viene offerta loro pari opportunità educative, molti e variegati continuano ad esser i fattori sociali, economici e culturali che hanno contribuito a tener molto più bassa la percentuale femminile d'iscrizione e frequentazione scolastica (con tassi di abbandono molto più elevati per le ragazze). L'analfabetismo imposto è il più grande ostacolo al miglioramento della condizione femminile ed al raggiungimento di pari opportunità.
Lo status inferiore di nascita che le contraddistingue (circolo vizioso imposto dalla società patriarcale) ostacola di fatto l'istruzione femminile e la loro mancanza o grave carenza educativa a sua volta le costringe in una condizione d'inferiorità sia civile che sociopolitica. Sebbene il tasso d'alfabetizzazione femminile è migliorata notevolmente nel corso degli anni, il loro livello si è sempre mantenuto ben al di sotto di quello maschile.

## Tasso di alfabetizzazione femminile

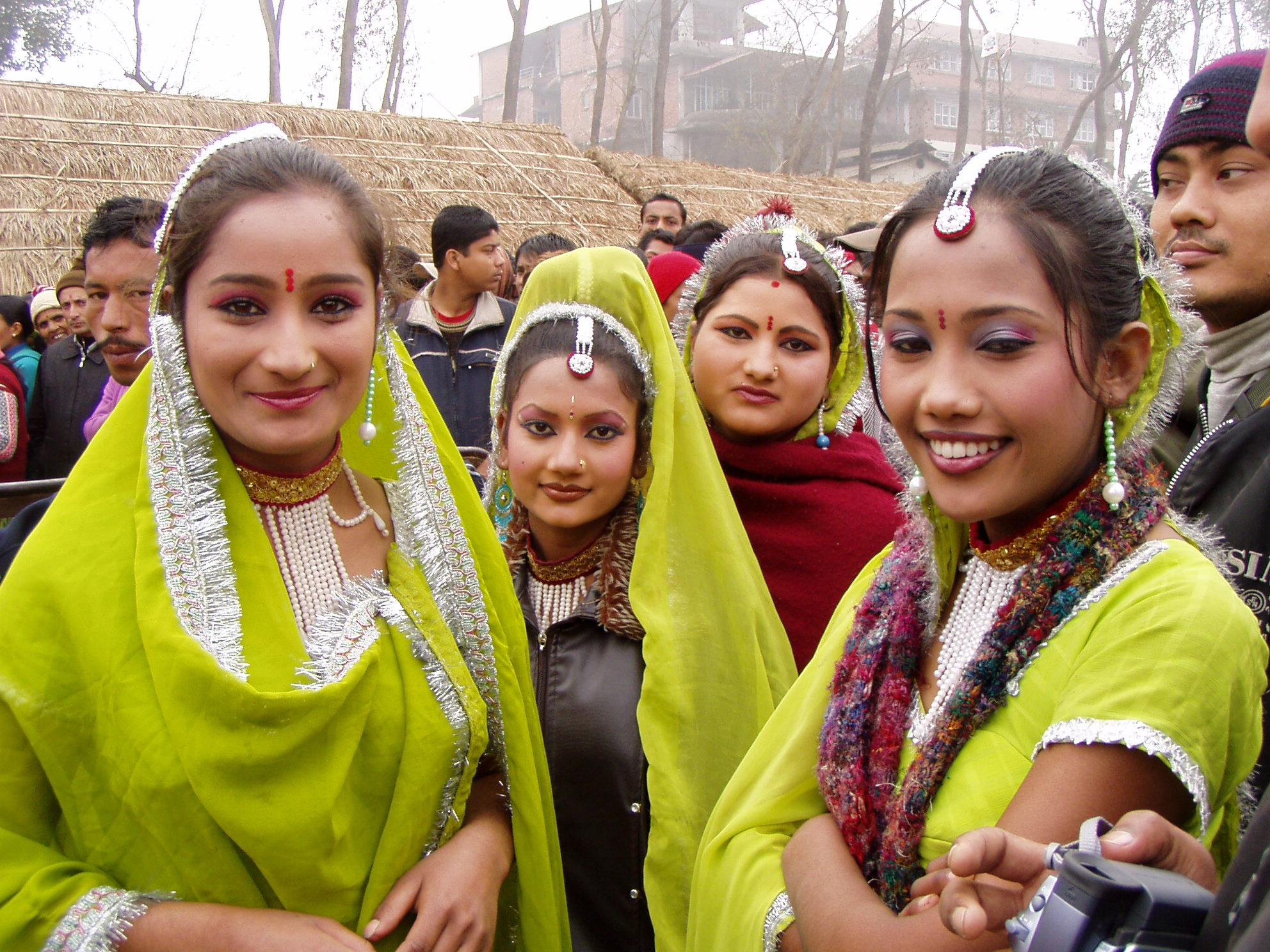
Giovani danzatrici.

Al livello del 52,7% nel 2001, nonostante il miglioramento degli ultimi anni la disparità nei tassi di alfabetizzazione tra maschi e femmine è ancora nettamente prevalente a favore dei primi. Nel 2001 il tasso femminile d'alfabetizzazione si attestava al 42,5%; il tasso così basso può facilmente esser attribuito alla discriminazione cui sono esposte in ambito familiare.
Le femmine debbono affrontare la "violenza di genere" e questo limita notevolmente la loro capacità di frequentare una scuola per riceverne adeguata istruzione; inoltre anche la componente religiosa favorisce la limitazione delle possibilità per le donne d'istruirsi almeno a pari livello con i maschi. Ad esempio, la maggior parte delle femmine musulmane facenti parte integrante della popolazione nepalese è ancor oggi del tutto priva d'una qualsivoglia istruzione di base, con solamente appena un 20% di esse che ha avuto accesso ad un qualsiasi livello d'istruzione.
La percentuale femminile che, proveniente dalle aree più rurali del paese, non hanno mai frequentato una scuola può giungere fino al 51,1%, rispetto alle donne provenienti dalle aree urbane, che si attesta sul 25%; questo viene a riflettersi anche nella disparità dei tassi d'alfabetizzazione tra donne delle aree rurali (36,5%) e quelle delle aree urbane (61,5%), quasi esattamente la metà in meno o in più

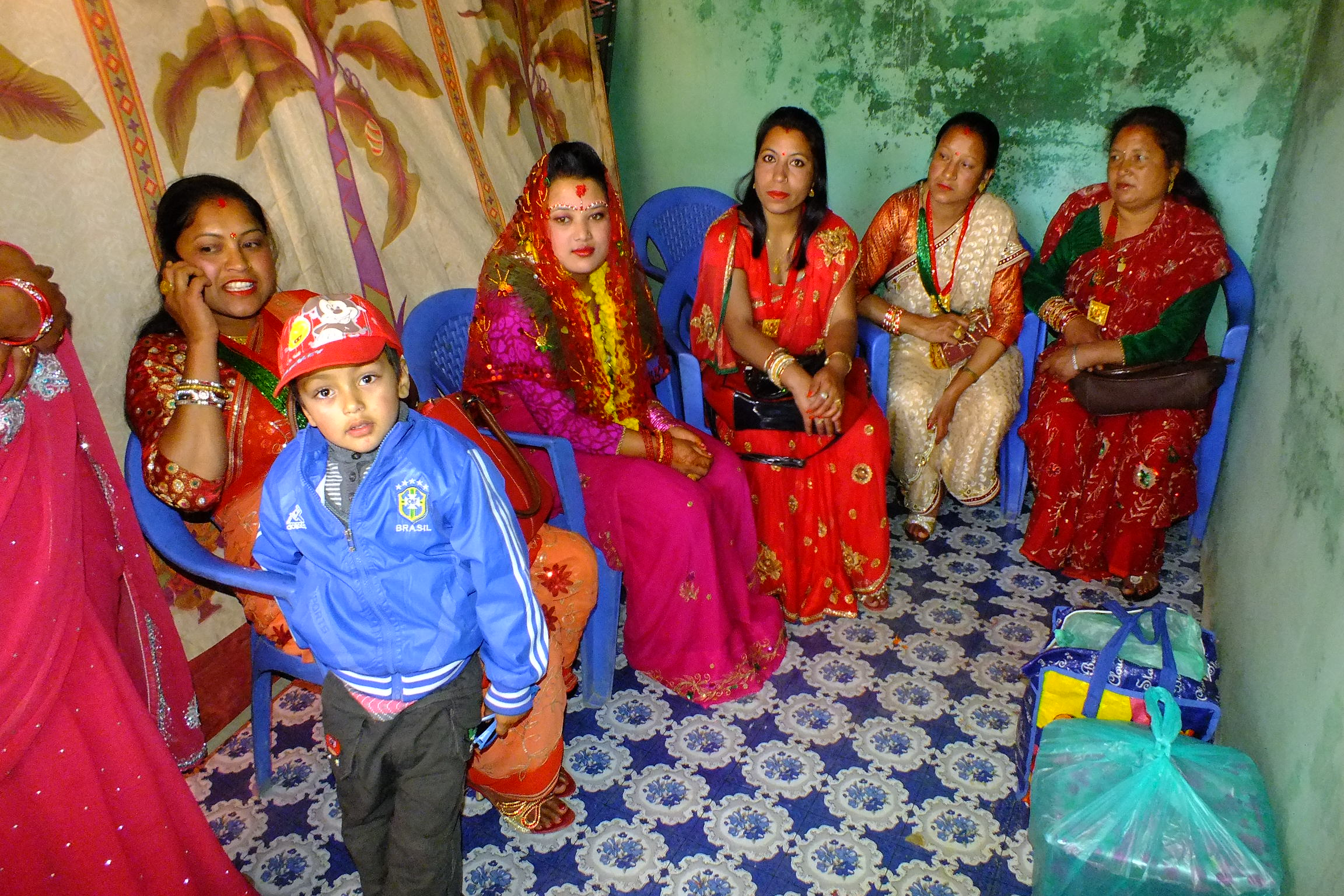
Gruppo di donne.

Anche se la partecipazione della componente femminile alla forza lavoro è aumentata complessivamente, la maggioranza delle donne occupate sono ancora fortemente concentrate nelle industrie ad alta intensità di manodopera e, contro, a salario più basso: la partecipazione formale femminile al lavoro retribuito è appena del 6%. Secondo il rapporto del 2008 stilato da CBS vi sono stati 155.000 nuovi professionisti o liberi imprenditori maschi contro 48.000 femmine (corrispondenti all'incirca al 31% del totale).
Tutto ciò è in netto contrasto con la partecipazione femminile al settore agricolo di prima sussistenza, con una partecipazione femminile quasi del 160% superiore rispetto a quella maschile

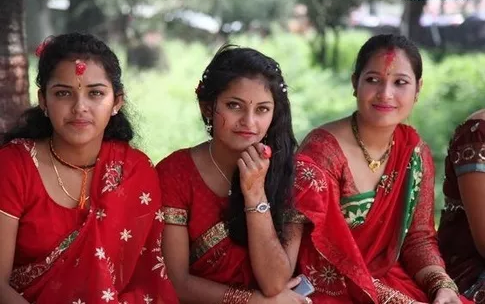
Giovani donne.

## Accesso ai servizi sanitari
I servizi sanitari in Nepal sono insufficienti e inadeguati, riflettono quindi pienamente le più basse condizioni di salute fisica rispetto ad altri paesi più avanzati della stessa regione e del Sudest asiatico. La malattia più comune che le donne in fascia d'età riproduttiva si trovano a dover affrontare sono l'anemia, quando non una vera e propria malnutrizione; questo a causa delle discriminazioni alimentari subite durante la prima infanzia e nel periodo della crescita (viene dato da mangiar più e meglio ai figli maschi).
Le ragazze, considerate lo strato sociale più basso del sistema familiare, sono spesso e volentieri le ultime ad aver il permesso di mangiare in casa e quindi non ricevono quasi mai una corretta e necessaria alimentazione. Quasi il 70% delle femmine che hanno raggiunto la pubertà soffrono delle più comuni malattie dovute a carenze nutrizionali; inoltre molte donne tardano a ricercare un aiuto di tipo medico per ignoranza e/o paura.

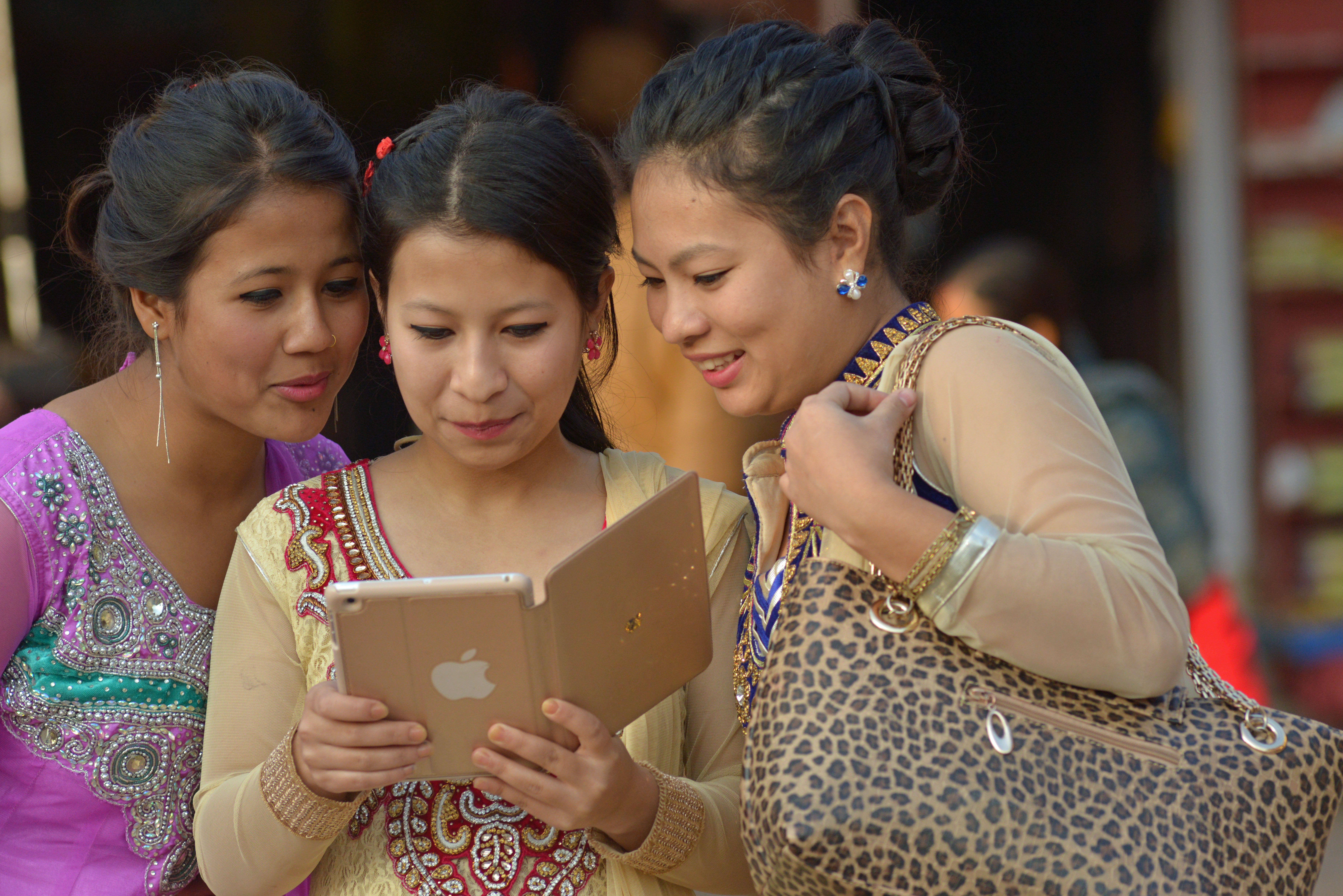
Donne con iPad.

I rapporti sul tasso di mortalità in conseguenza del parto e della maternità in genere danno risultati di 380 donne morte ogni 100.000 neonati vivi, secondo le stime dell'Organizzazione mondiale della sanità, dell'UNICEF, del Fondo delle Nazioni Unite per la popolazione (UNFPA) e della Banca Mondiale. Anche se c'è stato un calo significativo rispetto al rapporto di 539 morti su 100 mila nascite nel 2003 il rapporto è ancora uno dei più alti al mondo.

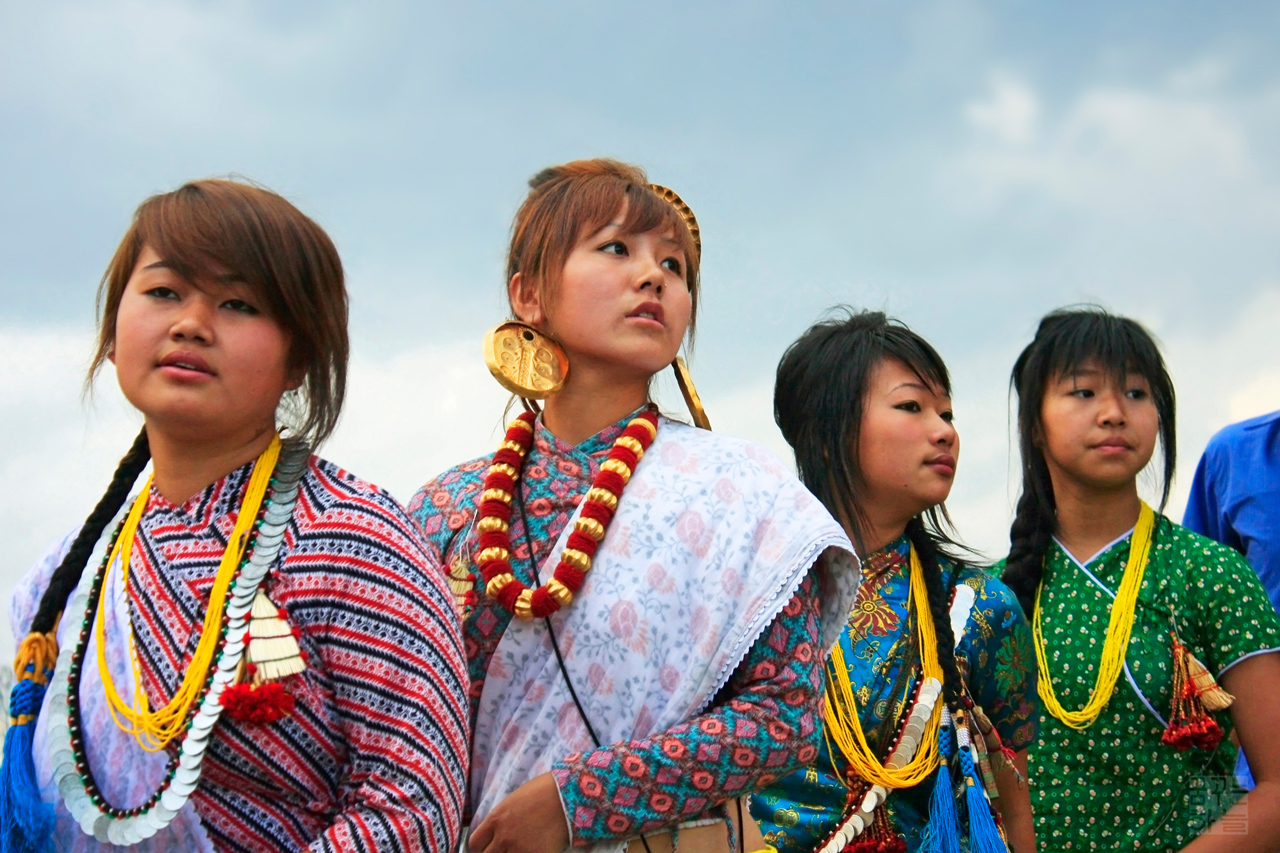
Donne ad una celebrazione.

A causa dell'insufficiente assistenza sanitaria e delle prestazioni paramediche a favore delle madri in stato di gravidanza, vi è un maggior rischio di decessi durante il corso della stessa o a causa del travaglio. Secondo il "Nepal Demographic and Health Survey" (NDHS) del 2001, circa il 10% soltanto di tutte le nascite si svolgono alla presenza di un medico qualificato o di personale medico in équipe. Ciò riflette la prevalenza delle nascite avvenute in casa, le quali rappresentano ancora più dell'81% di tutti i parti
Anche a causa delle radicate credenze culturali, le donne rimangono generalmente molto riluttanti ad acconsentire ad estranei (pur essendo questi medici od infermieri) di partecipare o anche solo d'esser presenti al momento della nascita del figlio. La difficoltosa geografia del paese ha da sempre fortemente limitato la disponibilità di servizi sanitari ed igienici, in particolare nelle zone più rurali e nelle regioni montane. Seppur negli ultimi anni s'è verificato un ampio sviluppo del sistema stradale e di comunicazione, la parte femminile della società nepalese rimane a tutt'oggi la meno influenzata da essi in quanto si spostano e viaggiano d un luogo all'altro molto meno degli uomini

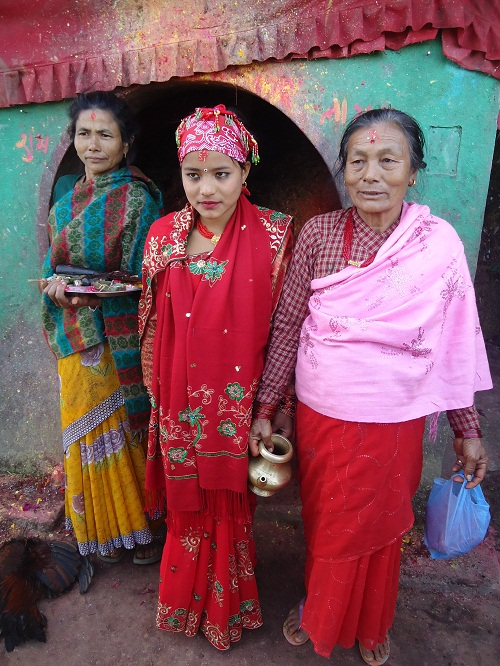
Donne induiste.

## Violenza basata sul genere
La violenza di genere (GBV) è un grave problema in Nepal, dove le sue donne si trovano spesso come vittime sensibili sia alla violenza pubblica che a quella domestica, costituita da stupro, abuso sessuale sul posto di lavoro e in casa, infine anche alla tratta di esseri umani. V'è inoltre una persistenza di pratiche tradizionali considerate dannose o quantomeno pericolose per la vita delle giovani donne, come ad esempio il sistema detto "Deuki" ovvero l'atto d'offrir ragazzine - che in alternativa avrebbero solo la possibilità di vivere senza la minima cura od istruzione - ai locali templi indù (i genitori le offrono per guadagnarsi meriti religiosi, è in ogni caso una forma di prostituzione rituale-religiosa) e la tradizione del chhaupadi (durante le mestruazioni le donne vengono segregate in un capannone costrette a vivere lontano dalle rispettive case): si tratta in pratica del tabù mestruale che vieta alla donna di partecipare, in quanto considerata impura, alle normali attività familiari.
Sulla base di uno studio da parte dell'UNPFA ed intitolato "l'uguaglianza di genere e la responsabilizzazione delle donne in Nepal", le donne abusate sono più inclini a soffrire di depressione, ansia, sintomi psicosomatici, disfunzioni sessuali e riproduttivi e problemi vari di salute.
In una recente pubblicazione datata 2012 (Nepal Human Rights Yearbook), uno studio in tutti i 75 distretti del paese ha reso pubblico il dato di 648 donne vittime dimostrate di violenza durante l'anno precedente; inoltre il numero di ragazze d'età inferiore ai 18 anni che sono state risultate vittime di violenza ed abusi è stato pari a 379.

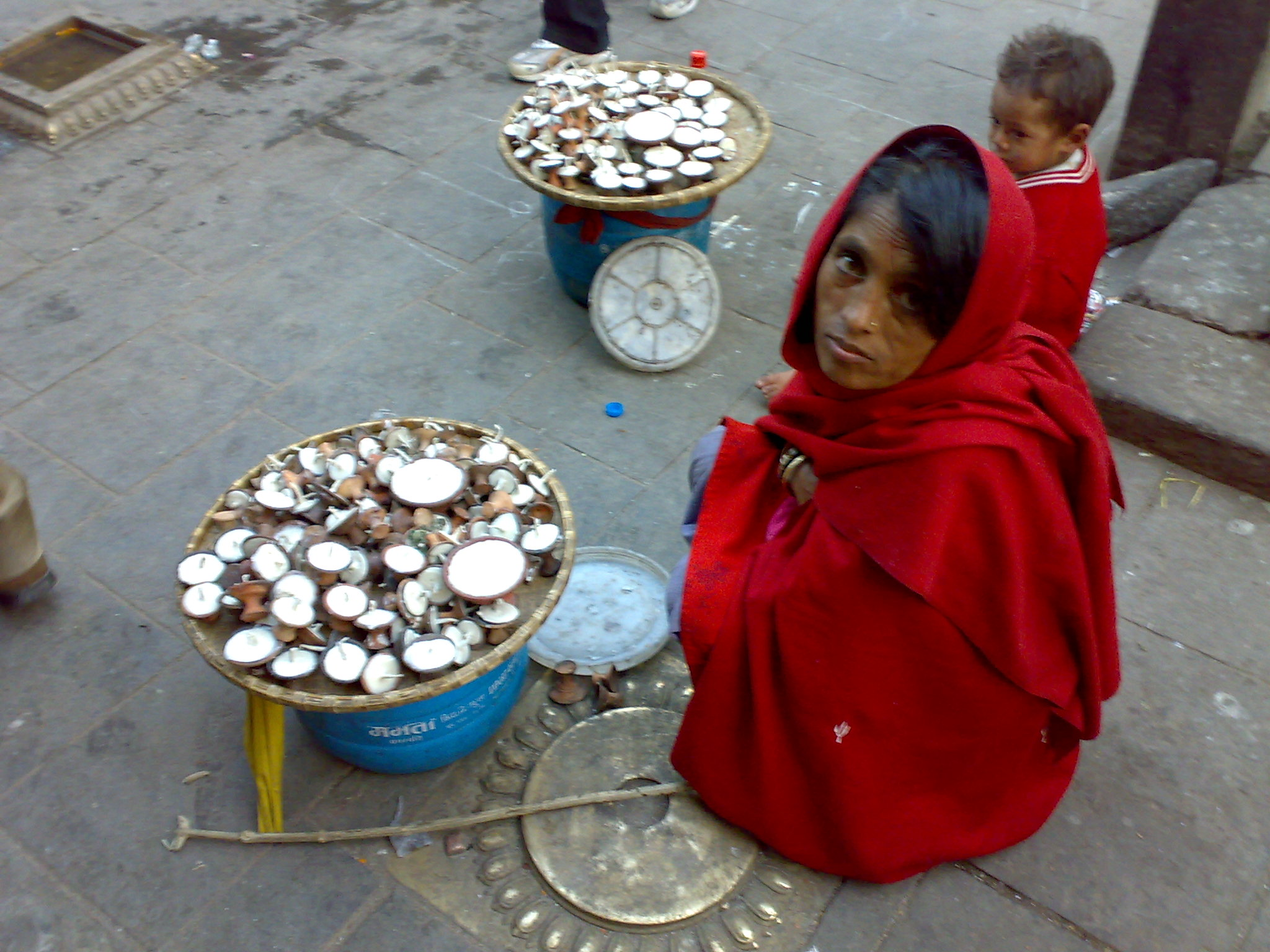
Una venditrice di candele.

La percentuale di donne nepalesi che hanno subito violenza domestica, sporadica od abitudinaria, è stata stimata tra il 60 ed il 70%. La violenza di genere è di molto peggiore nelle comunità rurali che nei centri urbani; nelle zone di campagna o montuose si stima che almeno l'81% delle donne abbiano a subire ricorrenti esperienze di violenza domestica. L'incidenza degli abusi include anche, oltre alla pura e semplice violenza fisica, anche poligamia, omicidi correlati a questioni di dote, ed infine maltrammenti fisici e psicologici da parte di membri della famiglia.
Le motivazioni addotte per la violenza di genere in Nepal vengono in gran parte attribuite a tabù e superstizioni sociali connessi alla figura femminile, oltre a profondamente radicate convinzioni i quali propagano atteggiamenti sprezzanti nei confronti della componente femminile della società riassumibile perfettamente nel detto "Chhori ko janma hare ko karma" (Una figlia nasce con un destino già segnato/già condannata al suo destino) Alla stessa maniera i risultati ottenuti dal monitoraggio di INSEC indica una situazione in cui le donne rimangono soggiogate ad una condizione di continuamente possibile violenza domestica in quanto considerata essa stessa una pratica oramai tradizionale e pertanto profondamente radicata: i risultati del sondaggio mostrano anche che tra il 20 ed il 23% dei maschi e delle femmine in Nepal vedono ed interpretano la violenza di tipo domestico come fatto perfettamente accettabile.
Nonostante gli ampi sforzi delle varie ONG a favore dei diritti umani e delle donne in particolare, insieme ad altre agenzie di aiuto internazionale, nel far pressione per l'eliminazione della violenza domestica tramite attuazione di misure ben più efficaci e serie di quelle attualmente esistenti ed in uso; il “Domestic Violence (Crime and Punishment)”, la proposta di legge presentata nel 2002 in tal senso è ancora, dopo più di 10 anni, ad un punto pressoché morto. Le denunce portate dagli attivisti per i diritti delle donne sono diretti contro gli sforzi di certa parte delle forze di polizia di ricercare in ogni caso la risoluzione delle controverse senza oneri giudiziari penali contro i colpevoli. Questo si riflette in una dichiarazione dell'attivista ed ex presidente della "National Women Commission (NWC)" Bandana Rana:"Molto spesso sia la polizia che la popolazione locale cercano di risolvere la controversia nazionale riguardante la situazione femminile premendo le donne ad accettare passivamente il proprio destino già pre-determinato fin dalla nascita, così come vuole e desidera la società dominata dal forte patriarcato di stampo induista col suo insieme di codici, molti dei quali si ritrovano ad esser severamente in conflitto con i diritti fondamentali delle donne".